# Garde (tổng)
Tổng Garde là một tổng thuộc tỉnh Var trong vùng Provence-Alpes-Côte d'Azur.

## Địa lý
Tổng này được tổ chức xung quanh La Garde trong quận Toulon. Cao độ vùng này từ 0 m (La Garde) đến 273 m (Le Pradet) với độ cao trung bình 80 m.

## Các xã
Tổng Garde gồm 2 xã với dân số tổng cộng 36 304 người (điều tra dân số năm 1999, dân số không tính trùng).
| Xã        | Dân số | Mã bưu chính | Mã insee |
| --------- | ------ | ------------ | -------- |
| La Garde  | 25 329 | 83130        | 83062    |
| Le Pradet | 10 975 | 83220        | 83098    |

## Thông tin nhân khẩu
| 1962                                                     | 1968   | 1975   | 1982   | 1990   | 1999   |
| -------------------------------------------------------- | ------ | ------ | ------ | ------ | ------ |
| 9 394                                                    | 15 287 | 22 444 | 27 705 | 32 116 | 36 304 |
| Nombre retenu à partir de 1962 : dân số không tính trùng |        |        |        |        |        |